# Cimetière militaire de Suffolk
Pour le cimetière de la Première Guerre mondiale situé à Erquinghem-Lys (France), voir Suffolk Cemetery, La Rolanderie Farm.
Le cimetière militaire de Suffolk ou Suffolk Cemetery est un cimetière de la Commonwealth War Graves Commission dédié aux soldats de la Première Guerre mondiale situé à Kemmel dans le Heuvelland, dans le saillant d'Ypres du front occidental, en Belgique.

## Description
Le cimetière a été créé entre mars et avril 1915. Il a ensuite été désaffecté, à l'exception d'un enterrement en 1917, jusqu'en octobre 1918. Il a été fondé sous le nom de Cheapside Cemetery par le Suffolk Regiment. Les sépultures d'octobre 1918 concernaient des soldats du York and Lancaster Regiment qui avaient été tués en avril 1918.
Le cimetière a été conçu par JR Truelove qui a également travaillé sur le mémorial de Tyne Cot.
Le terrain du cimetière a été attribué au Royaume-Uni à perpétuité par le roi Albert Ier de Belgique en reconnaissance des sacrifices consentis par l'Empire britannique dans la défense et la libération de la Belgique pendant la guerre.